# カルスターズ
カルスターズ（California State Teachers' Retirement System、CalSTRS) は、カリフォルニア州の965,000人の幼稚園からコミュニティカレッジ の教育者とその家族に退職金、障害給付、遺族給付を提供している。カリフォルニア州教職員退職年金基金と呼ばれる。
カルスターズは1913年に法律で設立され、カリフォルニア州の政府機関の一部である。 2020年9月、カルスターズは米国最大の教職員退職基金である。2020年10月31日、カルスターズは2,547億ドルのポートフォリオを運用している。

## 加入者
2019年6月30日のカルスターズ加入者には、約1,778の雇用主の従業員が含まれている。
- 学校区
- コミュニティカレッジ地区
- 郡教育事務所
- 地域職業プログラム

## 教職員退職基金
教職員退職基金は、法律により設立された特別信託基金で、以下の制度の資産を保有している：
- 確定給付年金
- 確定給付補足給付
- キャッシュ・バランス給付

資産は、会員、雇用している学区からの拠出金、投資収益、カリフォルニア州一般会計からの充当金で構成されている。
カルスターズの投資ポートフォリオには、企業の株式、 債券 、 不動産 および短期投資が含まれる。

## 財務状況
2022年6月30日、CalSTRSは約3,480億ドルのポートフォリオを管理し、約480億ドルの負債を保有しており、その時点で3,000億ドルの純年金ポジションを残している。

## ガバナンス
教員退職委員会は、カルスターズ加入者とその遺族に給付金を支払うため、教員退職基金を維持する責任を負う。

### 教職員退職委員会
教職員退職委員会は方針を定め、規則を作り、カルスターズを管理する。 理事会はまた、給付が法律に従って制度から支払われることを保証する責任がある。12名の委員からなる教員退職者委員会は以下のメンバーで構成されている
- 現職の教育者を代表する3名の会員選出職
- カリフォルニア州知事 によって任命され、カリフォルニア州上院によって承認された 5 名のメンバー
  - 退職したカルスターズ会員
  - 一般市民代表3名
  - 教育委員会 代表者
- 職権委員4名
  - 財務部長
  - 州会計検査官
  - 州教育長
  - 州財務長官

### 専門社員
2002年2月、理事会はジャック・エネスを最高経営責任者に任命し、理事会の方針と規則に従って制度を運営させた。 理事会はまた、 最高投資責任者 （CIO）クリストファー・J・アイルマンを選び、理事会の方針に従って教職員退職基金の投資を指揮させた。2021年6月、エネスが退任し、 最高執行責任者 カサンドラ・リヒノックがそのポジションに就いた。

### 諮問委員会
2つの諮問委員会が定期的に開催され、カルスターズの方針及び手続きの策定に積極的に参加する場を提供している。 雇用者諮問委員会は郡と地区の雇用者代表とカルスターズ職員で構成され、四半期ごとに会合を開いている。
顧客諮問委員会はカルスターズ職員とカルスターズ加入者と給付受給者を代表する様々な組織のメンバーで構成され、理事会の開催日に合わせて定期的に会合を開いている。

## オペレーション
取締役会は、ファンドの安定性を維持することを目的とし コーポレート・ガバナンス 様々な取り組みや行動を支援してきた。  取られた措置のいくつかには以下が含まれる。
- サーベンス・オクスリー法（SOX法）を支持すること。企業の役員室や会計専門職に劇的な新基準をもたらすものである[9]。
- 米国証券取引委員会（SEC）を支持する。緩いビジネス慣行を抑制するため、厳しい規制を採用する。
- 優れたコーポレート・ガバナンス慣行に対するカルスターズの関心を表明するために、個々の企業のリーダーと協議すること[10]。
- 訴訟制度の財政的救済とガバナンス改革の両方を追求する。

2009年5月28日、カルスターズは、個々の委任状投票をオンラインで公開すると発表した。他の大規模年金基金と同様、カルスターズはこれまで、 代理投票の意向を特定の企業について発表していた。 今回のオンライン開示の追加により、このプロセスがすべてのカルスターズ投資先企業に開放され、他の株主は年金基金がどのように投票するかを知ることができる。2009年5月現在、カルスターズは3,800以上の北米企業の株式を保有している。

## 銃器会社に関する対応
2012年12月14日サンディフック小学校銃乱射事件 の後、カリフォルニア州の財務長ビル・ロッキヤー は、 銃器メーカー への投資を排除するようカルスターズに命じることを検討した。
2013年1月9日、教職員退職年金委員会投資委員会は「カリフォルニア州で違法な武器を製造している銃器会社からの売却プロセスを開始する」よう職員に指示し、カルスターズはSturm RugerとAmerican Outdoor Brands Corporation（旧Smith & Wesson）から売却した。
2018年1月、カルスターズは、運用会社のJANA Partnersとともに、「Think Differently About Kids」と題する公開書簡をアップル社向けに発表した。この書簡はアップル社に対し、スマートフォンの使用が子供たちに与える影響を制限する新しい方法を見つけるよう促した。カルスターズは "責任ある民間銃器産業のための原則 "の署名者の一人であり、これは銃器メーカー、ディーラー、小売業者に 銃の安全性を促進するよう働きかけるものである。

## 化石燃料に関する対応
2010年代半ば以降、活動家たちはカルスターズに対して化石燃料企業との金融関係を断つよう要求することが多くなった。 2015年、ケビン・デ・レオンがカルスターズとカルパースの石炭投資法案を提出し、カリフォルニア民主党は化石燃料の投資中止を支持する決議案を可決した。ケビン・デ・レオンの法案は可決され、カルスターズは収益の50%以上を一般炭から得ている企業のすべての保有株式を売却することが義務付けられた。レナ・ゴンザレス州上院議員は2022年2月、より広範な化石燃料ダイベストメント法案を提出した。同法案に対し、カルスターズ理事会は反対するも、カリフォルニア州上院を通過したが、ジム・クーパーにより議会で阻止された。
2022年現在、カルスターズは石油・ガス会社に約41億ドルを投資している。

## 本社

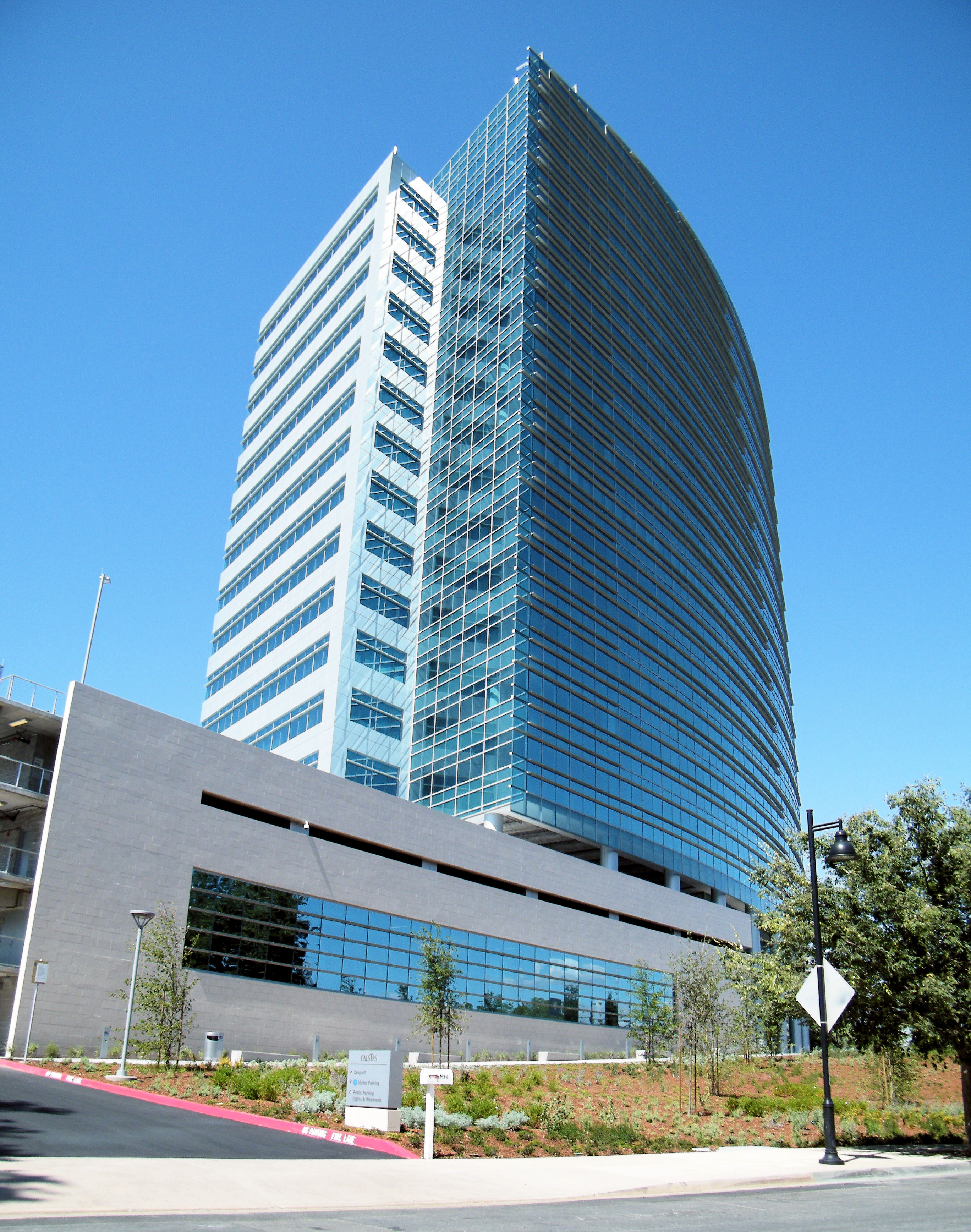
CalSTRS 本社カリフォルニア州ウェスト・サクラメント

2009年6月にオープンしたウェスト・サクラメントのカルスターズ本部ビルは、2049年まで組合員のニーズを満たすことが期待されている。組合員の増加、退職する新世代の教師のニーズの違いと複雑さ、より効率的で持続可能な運営の必要性から、新本部の建設が決定された。 このビルは、2億6,600万ドルをかけて建設された13階建てのオフィスタワーで、2層の公共スペースの上にあり、サクラメント・リバーフロント基本計画の一部である。同本部は、 米国グリーンビルディング協議会 が定めたゴールド認証 LEEDを満たすように設計された。 。建設は多くの地域組合によって行われ、 アーキテクチュラル・グラス・アンド・アルミニウム がグレージング・コントラクターを務めた。カルスターズ本部の建設は、前カリフォルニア州知事アーノルド・シュワルツェネッガー の「グリーン」ビルディングの推進に弾みをつけ、民間建設における同様の動きを加速させるものと期待されている
- 水：低流量配管、効率的な灌漑 多くの水を必要としない原生植物に水を与える。
- 素材： 建設資材の少なくとも10%にリサイクル材を使用。
- 温室効果ガス排出量の削減 ： 建設資材の少なくとも20%は、プロジェクトサイトから500マイル（800km）以内で調達。
- 自然光： 照明の必要性を減らし、生産性を向上させるため、建物内の少なくとも90％の人が窓に直接目が届くようにする。

2011年10月、このビルはUSGBCの既存建築物・運営維持管理部門のプラチナ認証を取得した。